# Nagylak
Nagylak je vas na Madžarskem, ki upravno spada pod podregijo Makói Županije Csongrád.